# Медія (Пенсільванія)
Медія (англ. Media) — місто (англ. borough) в США, в окрузі Делавер штату Пенсільванія. Населення — 5901 особа (2020).

## Географія
Медія розташована за координатами 39°55′12″ пн. ш. 75°23′17″ зх. д. / 39.92000° пн. ш. 75.38806° зх. д. (39.919996, -75.388022). За даними Бюро перепису населення США в 2010 році місто мало площу 1,97 км², з яких 1,97 км² — суходіл та 0,01 км² — водойми.

## Демографія
Згідно з переписом 2010 року, у селищі мешкало 5327 осіб у 2764 домогосподарствах у складі 1097 родин. Густота населення становила 2698 осіб/км². Було 2981 помешкання (1510/км²).
Расовий склад населення:
| - 83,4 % — білих - 10,6 % — чорних або афроамериканців - 3,5 % — азіатів |

До двох чи більше рас належало 1,9 %. Частка іспаномовних становила 2,5 % від усіх жителів.
За віковим діапазоном населення розподілялося таким чином: 13,9 % — особи молодші 18 років, 70,4 % — особи у віці 18—64 років, 15,7 % — особи у віці 65 років та старші. Медіана віку мешканця становила 40,0 року. На 100 осіб жіночої статі у селищі припадало 91,5 чоловіків; на 100 жінок у віці від 18 років та старших — 88,8 чоловіків також старших 18 років.
Середній дохід на одне домашнє господарство становив 82 432 долари США (медіана — 63 348), а середній дохід на одну сім'ю — 115 485 доларів (медіана — 90 208). Медіана доходів становила 63 214 долари для чоловіків та 46 486 доларів для жінок. За межею бідності перебувало 9,4 % осіб, у тому числі 8,1 % дітей у віці до 18 років та 2,4 % осіб у віці 65 років та старших.
Цивільне працевлаштоване населення становило 3128 осіб. Основні галузі зайнятості: освіта, охорона здоров'я та соціальна допомога — 31,2 %, науковці, спеціалісти, менеджери — 18,9 %, мистецтво, розваги та відпочинок — 9,6 %, фінанси, страхування та нерухомість — 9,0 %.